# Hydrostatisches Paradoxon

Abb. 1: Der Flüssigkeitsdruck am Boden (rot; alle Böden gleich groß) ist in allen drei Gefäßen identisch, obwohl man annehmen könnte, dass er – aufgrund der geringeren Füllmenge – im linken Gefäß geringer ist als im mittleren und im rechten.

Das Hydrostatische Paradoxon, auch Pascal’sches (oder pascalsches) Paradoxon (nach Blaise Pascal), ist die leicht als paradox empfundene Tatsache, dass der Druck, den eine Flüssigkeit in einem Gefäß auf den Gefäßboden ausübt, nur von der Füllhöhe der Flüssigkeit abhängt, während bei gleicher Füllhöhe die Form des Gefäßes keinen Einfluss auf den Druck hat, also auch nicht die Gesamtmenge der Flüssigkeit, jedenfalls solange Kapillarität keine Rolle spielt. Das ist gleichbedeutend mit dem Prinzip der kommunizierenden Röhren, wonach jede Flüssigkeit den ihr zur Verfügung stehenden Raum überall, wo er nach oben offen ist, bis zur gleichen Höhe, dem Flüssigkeitsspiegel, füllt.

## Geschichte

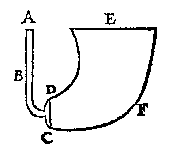
Hydrostatisches Paradoxon nach Stevin

Der Erste, der das hydrostatische Paradoxon formulierte, war der holländische Kaufmann Simon Stevin (1548–1620), siehe Bild:

“t'cleinste water ABCD druckt euen soo stijf teghen den boden CD, als t'grooste water CDEF”

„Das wenige Wasser ABCD drückt genau so stark gegen die Wand CD wie das viele Wasser CDEF“

Man kann sich CD als undurchlässige, dünne, nachgiebige Membran vorstellen, die vom ruhenden Wasser im Gefäß ABCFED nicht verformt wird, weil die auf beiden Seiten drückenden Wassermassen sich gegenseitig ausgleichen. Das erklärt sich aus dem Pascal’schen Gesetz von 1663

« Que les Liqueurs pèsent suivant leur hauteur »

„dass Flüssigkeiten entsprechend ihrer Höhe wiegen“

## Erklärung
Durch ihr Gewicht erzeugt die Flüssigkeit an einem Punkt einen hydrostatischen Druck {\displaystyle p(h)} gemäß
{\displaystyle p(h)=\rho \cdot g\cdot h},
wobei
{\displaystyle h} = Höhe des Flüssigkeitsspiegels über dem betrachteten Punkt
{\displaystyle \rho } = Flüssigkeitsdichte (z. B. Wasser: {\displaystyle \rho \approx 1000\,\mathrm {kg/m^{3}} })
{\displaystyle g} = Schwerebeschleunigung (z. B. an der Erdoberfläche: {\displaystyle g\approx 9{,}8\,\mathrm {m/s^{2}} }).
Von anderen Größen wie Gesamtmenge, Behälterform usw. hängt der Druck nicht ab, jedenfalls solange Kapillarität keine Rolle spielt.
Die hier insbesondere erwartete Abhängigkeit des Druckes von der Füllmenge des Gefäßes und somit der Gewichtskraft des Fluides bleibt aus, da hier nur die Bodenfläche des Gefäßes betrachtet wird. Prinzipiell lässt sich die Druckkraft in einem Gefäß nur mit der Gewichtskraft des enthaltenen Fluides gleichsetzen, wenn die Druckkraft über den gesamten Rand des Gefäßes betrachtet wird.

## Erläuterungen

### Verständlichmachung
Das Paradoxon kann ohne physikalische Vorkenntnisse mit der folgenden Konstruktion verständlich gemacht werden.
| 1. | Gegeben ist eine Wanne voll Wasser wie im Bild rechts. Wenn das Wasser ruht, und davon wird hier und im Folgenden ausgegangen, dann ist der Druck am Boden (rot) überall gleich.                                                                      |  |
| 2. | In die Wanne werden undichte flexible Gefäße gestellt, deren Löcher mit Schiebern geschlossen werden können. Das Material der Gefäße hat dieselbe Dichte wie das Wasser, sodass ihre Gegenwart die Druckverhältnisse am Boden der Wanne nicht ändern. |  |
| 3. | Mit den Schiebern werden die Löcher in den Gefäßen langsam aber stetig geschlossen. Wegen der stetigen Zustandsänderung ist ein plötzlicher Druckanstieg oder -abfall ausgeschlossen. Der Druck am Boden bleibt überall unverändert.                  |  |
| 4. | Das Material der Gefäße wird ausgehärtet, was auf den Druck am Boden keinen Einfluss hat. |  |
| 5. | Das Wasser wird aus der Wanne herausgelassen. Wegen der unnachgiebigen Gefäßwände hat das keinen Einfluss auf die Verhältnisse in den Gefäßen. Der Druck auf den Böden (rot) ist überall gleich.                                                      |  |

Entscheidende Annahmen, ohne die die Erklärung nicht auskommt, sind demnach
1. Das Wasser ist jederzeit in Ruhe.
2. Die Gefäßwände sind unnachgiebig, sodass das Wasser im Gefäß in Ruhe ist und bleibt und von den Zuständen außerhalb des Gefäßes abgetrennt ist.

### Kommunizierende Röhren
In allen Gefäßen mit demselben Füllstand über dem Gefäßboden wirkt auf den Boden derselbe Flüssigkeitsdruck unabhängig von dessen Grundfläche und der weiteren geometrischen Form des Gefäßes. Als Konsequenz stellt sich bei kommunizierenden Röhren derselbe Flüssigkeitsspiegel oder Pegel ein, unabhängig von der Röhrengeometrie.

In allen Gefäßen herrscht in derselben Höhe derselbe Druck.
Kommunizierende Röhren: In allen Röhren steht die Flüssigkeit gleich hoch, obwohl sich die Flüssigkeitsmengen stark unterscheiden.

Für eine ruhende Flüssigkeit in einem homogenen Schwerefeld unter Vernachlässigung des Kapillareffekts ist der hydrostatische Druck nur von der Tiefe unter der Flüssigkeitsoberfläche abhängig. Wäre der Wasserstand in verschiedenen aufsteigenden Ästen der kommunizierenden Röhren verschieden, wäre die Flüssigkeit in ihnen nicht im Gleichgewicht. In diesem Fall würde die Flüssigkeit durch die Querverbindungen fließen, bis ein Gleichgewicht hergestellt ist. Danach steht die Flüssigkeit in allen Ästen gleich hoch. Der Luftdruck muss keine Berücksichtigung finden, da er in sehr guter Näherung im gesamten Bereich der kommunizierenden Röhren gleich hoch ist.
Die Masse des Wassers und damit dessen Gewicht ist in verschiedenen Ästen der kommunizierenden Röhren sehr wohl verschieden. Aus den oben beschriebenen Gründen können diese unterschiedlichen Gewichte allerdings keine Unterschiede im Bodendruck bzw. im Wasserstand hervorrufen. Getrennte Gefäße wie im Beispiel in der Abb. 1 ganz oben würden aufgrund unterschiedlicher Wassermengen unterschiedlich stark auf eine Waage drücken, obwohl in ihrem Innern aufgrund gleicher Füllhöhe derselbe Druck auf den Boden herrscht. Das erklärt sich daraus, dass die Kräfte, die die Gefäßwände auf die Flüssigkeit ausüben, immer rechtwinklig zur Wand stehen. Diese Kraft entsteht nach actio und reactio als Gegenkraft auf den Flüssigkeitsdruck, der von innen in Richtung der Flächennormale gegen die Wand drückt. Wenn eine Wand nicht vertikal ist, übt sie eine Kraft mit einer vertikal gerichteten Komponente auf die Flüssigkeit aus. Ist die Wand nach innen geneigt (wie in der obigen Abb. 1 im unteren Bereich des linken Gefäßes), ist die Wandkraft schräg nach unten gerichtet und drückt mit auf die Flüssigkeit in Bodennähe. Ist die Wand nach außen geneigt (Gefäß rechts in der Abb. 1), wirkt die Wandkraft mit einer nach oben gerichteten vertikalen Komponente und trägt einen Teil des Flüssigkeitsgewichts. Als Folge ist der Druck der Flüssigkeit auf die Böden überall gleich, während die Waage bei den drei Gefäßen verschiedene Gewichtskräfte anzeigt.

### Kräftegleichgewicht

Zur Erklärung des Paradoxons

Im linken Gefäß des eingangs gezeigten Bildes erklärt sich der konstante Druck auch im unteren ausladenden Bereich des Gefäßes wie folgt.
Bild Teil a
Im ausladenden Bereich des Kolbens wird bei A eine Röhre C angebracht, in der nach dem Prinzip der kommunizierenden Röhren die Flüssigkeit wie im Kolben D bis zur Höhe B aufsteigt (Kapillarität sei vernachlässigbar.) Man kann die Röhre gedanklich kontinuierlich bis zum Boden verlängern, um sich klarzumachen, dass der Druck auf dem Boden unter C nach dem Pascal’schen Gesetz derselbe ist, wie unter D.
Bild Teil b
Bei A wird das Volumen v vom Volumen V durch eine hinzugefügte, nachgiebige Membran getrennt, die sich nach Simon Stevin dabei nicht verformt, denn das wenige Wasser im Volumen v drückt genauso stark gegen die Membran wie das viele Wasser im Volumen V, vgl. #Geschichte. Diese Tatsache ist zwar nur eine andere Formulierung des Paradoxons, aber doch einleuchtend und der Erfahrung zugänglich.
Man denke an eine Schleuse, deren Schleusenkammer sich ohne weiteres öffnen lässt, wenn der Wasserstand auf beiden Seiten des Schleusentors derselbe ist, und das, obwohl die Wassermengen beiderseits des Tors sehr verschieden sein können.
Die Membran beeinflusst nicht den Druck am Boden.
Das ändert sich auch nicht, wenn die Membran „aushärtet“, sodass sie genauso unnachgiebig ist, wie die Behälterwand. Nun drückt jedoch nicht mehr die Flüssigkeitssäule im Rohr C auf den Boden, sondern die starre Membran, die sich selbst im Kräftegleichgewicht befindet, da nach wie vor der Druck des wenigen Wassers im Volumen v genauso groß ist, wie der des vielen Wassers im Volumen V. Die der Flüssigkeitssäule A–B entsprechende Kraft wird jetzt vom starren Kolben auf die Flüssigkeit ausgeübt.
Bild Teil c
Weil eine Interaktion der Röhre C mit dem Kolben D durch die starre Membran in A unterbunden ist, kann C auch entfernt werden, ohne die Verhältnisse am Boden des Gefäßes D zu ändern.
Diese Argumentation kann für jeden Abschnitt im unteren ausladenden Bereich (rot gepunktet) wiederholt werden, was das Paradoxon erklärt.

## Anwendung
- Ein Wasserturm ist ein Reservoir, das höher platziert ist als die Wasserverbraucher. Der Höhenunterschied bewirkt den Wasserdruck bei den Abnahmestellen.
- Die Schlauchwaage ist ein ideales Instrument zum Abmessen von Höhenunterschieden an weit entfernten Orten. Das Funktionsprinzip beruht auf den kommunizierenden Röhren: Der Wasserstand ist in beiden senkrecht aufgestellten Enden eines Schlauches gleich hoch.
- Beim Artesischen Brunnen tritt an einem Brunnenloch das Wasser von selbst nach oben.
- alle hydraulischen Geräte.